# Magyar Önvédelmi Mozgalom
A Magyar Önvédelmi Mozgalom (röviden: MÖM) civil szervezetként nem bejegyzett önkéntes szerveződés. Célja a társadalmi igazságtalanság elleni küzdelem, valamint a magyar nemzeti értékrend és életterület megvédése (önvédelme). Továbbá kiemelt feladata a mozgalom tagjainak, családtagjainak, valamint az önmagáért tenni akaró embertársainak történő, társadalmi segítségnyújtás megszervezése és annak lebonyolításában, történő aktív szerepvállalás.

## Története
Alapításának előzménye, hogy 2014. október elején a Szebb Jövőért Polgárőr Egyesület (SZJPE) feloszlatásáról határozott jogerős döntésével a Szegedi Ítélőtábla.
Az egyesület volt elnöke, László Attila 2014. október 18-án Budapesten, az Erzsébet téren, mintegy száz szimpatizáns előtt jelentette be az új szervezet, a Magyar Önvédelmi Mozgalom megalakítását, amely nem jogutódja az SZJPE-nek.
Ugyancsak László Attila az alapítója a Magyar Önvédelmi Egyesület néven bírósági nyilvántartásban szereplő civil szervezetnek is, amely a Magyar Önvédelmi Mozgalom honlapján is szerepel.

## Közéleti, mozgalmi tevékenység
A MÖM a Mi Hazánk Mozgalommal megalakulása óta szorosan együttműködik, közös társadalmi és segélyakciókat, figyelemfelhívó megmozdulásokat szervezve.
A 2024. szeptemberi dunai árvízi védekezésnél is közösen vettek részt a két szervezet tagjai, aktivistái.
A 2024-es magyarországi önkormányzati választáson László Attila Pilis városban polgármesteri, a Pest Vármegyei Közgyűlésben a Mi Hazánk Mozgalom listájának 2. helyéről közgyűlési képviselői mandátumot szerzett. Létrehozták a Bűnvadászok nevű akciócsoportot, amely a bűnözők elleni fellépéssel segíti a hozzájuk forduló, az állami szervek által magukra hagyott állampolgárokat.

## Szervezet
Tagjai és helyi csoportjai az országos szervezet részeként az önvédelmi közösség teljes jogú részesei.